# Liste der Monuments historiques in Seillonnaz
Die Liste der Monuments historiques in Seillonnaz führt die Monuments historiques in der französischen Gemeinde Seillonnaz auf.

## Liste der Bauwerke
| Bezeichnung       | Beschreibung              | Standort | Kennzeichnung | Schutzstatus | Datum | Bild           |
| ----------------- | ------------------------- | -------- | ------------- | ------------ | ----- | -------------- |
| Schloss La Serraz | Erbaut im 13. Jahrhundert | (Lage)   | PA00116578    | Inscrit      | 1978  | weitere Bilder |

## Liste der Objekte
- Monuments historiques (Objekte) in Seillonnaz in der Base Palissy des französischen Kultusministeriums